# Iatromante
Iatromante deriva de la palabra griega ιατρομάντης, que viene a significar "el vidente-médico" u "hombre-medicina", es decir,  aquella persona que conocen y practica la medicina tradicional. Los hombres que portaban este título eran una especie de chamanes entre los griegos y su figura estaba ligada a personajes semi-míticos como Abaris, Aristeas de Proconeso, Epiménides o Hermótimo de Clazómenas. Durante el período clásico, Esquilo utilizó este término para designar a Apolo y a su hijo Asclepio.
Según la obra de Peter Kingsley, In the Dark Places of Wisdom, la figura del iatromante pertenece a una tradición chamánica más amplia que tiene sus raíces en Asia central.
La “incubación” (ἐγκοίμησις, enkoimesis) estática y meditativa era una de sus principales prácticas y era llevada a cabo en uno de sus templos conocidos como Asclepeion, al estar consagrados al dios Asclepio. En realidad, más que una práctica médica, la incubación supuestamente permitía a un hombre acceder a un estado de conciencia suplementario durante la fase de sueño MOR que Kingsley describía como “consciencia de uno mismo” y que comparaba a la Turiya o al Samadhi del yoga indio. Durante esta fase de sueño podía tener sueños premonitorios del futuro, soñar con la curación de su mal o incluso curarse. Fuese como fuese, al despertar el peregrino compartía su ensoñacion con el sacerdote iatromantis quien lo interpretaba para él.